# Aftersun
Aftersun è un film del 2022 scritto e diretto da Charlotte Wells, al suo esordio alla regia di un lungometraggio.

## Trama
L'undicenne di Edimburgo Sophie, trascorre le vacanze estive in Turchia con il suo amorevole padre trentenne Calum, che si è trasferito a Londra dopo essersi amichevolmente separato dalla madre di Sophie. Sophie registra la vacanza su una telecamera MiniDV, il cui filmato è intervallato in tutto il film. Nel corso della vacanza, Sophie fa amicizia e osserva gli adolescenti britannici più anziani al resort turco, che si impegnano e discutono di attività sessuali e romantiche. Inoltre gioca giochi arcade con un ragazzo della sua età, Michael. Calum sta affrontando problemi lavorativi e finanziari e mostra segni di depressione e distacco, che cerca di nascondere a sua figlia, fingendosi appagato e soddisfatto durante le vacanze. Quando è da solo durante la vacanza, Calum si impegna in mosse di tai chi e legge libri di auto aiuto; viene anche mostrato mentre fuma, fatto che nasconde a Sophie.
Nonostante l'indole osservante della giovane Sophie, lei è ignara dei segni della depressione di suo padre. Un giorno i due si dedicano alle immersioni e lei perde la sua costosa maschera subacquea in mare. Calum finge disinvoltura, ma Sophie capisce che suo padre è turbato dal suo errore e dice di aver capito che la maschera era costosa e lo conforta. Calum poi confessa all'istruttore di immersione accanto a loro, mentre Sophie è momentaneamente assente, che è sorpreso di essere arrivato all'età di 30 anni e non si aspetta di arrivare ai 40. Poco dopo, Calum e Sophie vanno da un mercante di tappeti e lei lo osserva alle prese con il costo di acquisto di uno che gli piace. Calum inizialmente evita l'acquisto del tappeto mentre Sophie è con lui. In seguito ritorna senza Sophie e lo compra nonostante l'elevato costo e i suoi problemi economici. Più tardi quella sera, partecipano a una serata karaoke e Sophie si iscrive insieme al padre per cantare una canzone. Calum rifiuta di cantare con Sophie nonostante la sua insistenza. Sophie sale sul palco e canta Losing My Religion da sola, mentre Calum guarda.
Arrabbiata per essere stata lasciata sola da lui, Sophie si rifiuta di unirsi a Calum per tornare nella loro stanza d'albergo e decide di uscire con i ragazzi del resort. Più tardi si riunisce con Micheal e i due si baciano in un momento di intimità accanto a una piscina. Calum intanto va alla spiaggia e si immerge in acqua nel buio della notte. Più tardi, Sophie ritorna nella stanza d'albergo dove trova Calum addormentato e nudo; la ragazza lo copre delicatamente con un lenzuolo. Il giorno dopo i due si riconciliano mentre viaggiano verso i bagni di fango. Sophie lo sorprende facendo cantare ad altri turisti For He’s a Jolly Good Fellow per il suo 31º compleanno, mentre Calum assiste quasi impassibile. Un Calum nudo (della notte precedente) viene poi mostrato singhiozzare nella stanza d'albergo in privato, con lettere indirizzate a Sophie sul pavimento. Quella notte, Calum e Sophie condividono un ballo insieme durante Under Pressure e condividono un abbraccio amorevole, concludendo così l'ultima notte della loro vacanza. Il giorno dopo Calum e Sophie sono all'aeroporto e si salutano perché partono separati.
Intervallate durante il film ci sono diverse sequenze ambientate nel presente in un rave una stanza buia illuminata da luci stroboscopiche in cui si vede ballare un Calum disorientato. Una Sophie adulta lo vede ballare freneticamente da lontano. In queste sequenze, lei tenta di avvicinarsi a lui ma fallisce più volte. Infine, i due stanno finalmente per abbracciarsi ma Calum alla fine scivola via dall'abbraccio di Sophie adulta. L'adulta Sophie vista nelle sequenze del rave ora ha la stessa età di suo padre durante la loro vacanza in Turchia di vent'anni prima (31 anni), e vive con una moglie e un bambino piccolo. Calum non è presente nella vita di Sophie, anche se il tappeto che ha acquistato è mostrato nel suo appartamento. Sophie è mostrata mentre riflette sul viaggio in Turchia con suo padre, curiosando attraverso il filmato della videocamera e i suoi ricordi di bambina, cercando di capire cosa sia successo a suo padre. Il film si conclude poi con Calum che, dopo aver salutato Sophie all'aeroporto in Turchia, chiude la telecamera, cammina lungo un bianco corridoio dell'aeroporto e apre le porte in fondo entrando nella stanza del rave.

## Produzione
La pellicola è il debutto cinematografico della regista e sceneggiatrice Charlotte Wells, che ha definito "emotivamente autobiografica". Frankie Corio è stata scelta tra oltre 800 candidati. Le riprese si sono svolte in Turchia. Durante le due settimane di prove Corio e Mescal hanno trascorso del tempo insieme in un luogo di villeggiatura per rendere la loro dinamica più autentica.

## Promozione
Il primo trailer del film è stato pubblicato il 27 settembre 2022.

## Distribuzione
Aftersun ha avuto la sua prima il 21 maggio 2022 in occasione della settimana internazionale della critica durante la 75ª edizione del Festival di Cannes. La pellicola è stata distribuita nelle sale statunitensi il 21 ottobre 2022 e in quelle britanniche il 18 novembre dello stesso anno. In Italia è stato distribuito sulla piattaforma MUBI a partire dal 6 gennaio 2023. Il 3 giugno 2024 viene trasmesso in prima visione assoluta sul canale tv Cielo.

## Edizione italiana
L'edizione italiana è stata curata da Thalia Group per conto di Sky. La direzione del doppiaggio è di Stefano Santerini e i dialoghi italiani sono di Marco Palmieri per conto di Thalia Group.

## Accoglienza
Aftersun è stato accolto positivamente dalla critica. L'aggregatore di recensioni Rotten Tomatoes riporta il 96% di recensioni positive, con un punteggio medio di 8,80 su 10 basato sull'opinione di 244 critici, mentre su Metacritic riporta un punteggio di 95 su 100 basato su 46 recensioni.
Davide Stanzione di Best Movie assegna alla pellicola 3,8 stelle su 5 e la commenta scrivendo: "Aftersun non è solo un film costruito a misura di "found footage", ma anche l’opera del nuovo millennio che forse più di ogni altra riesce a fare di questa pratica, subissata da infinite e ormai polverose declinazioni metalinguistiche, un ritrovamento di sommo grado e al cubo, intimo e toccante: l’archeologia malinconica di una memoria liberissima e struggente restituita attraverso la forza docile ma destabilizzante di ciò che, con cocciutaggine forse altrettanto commovente, ci ostiniamo a chiamare ancora cinema." 

## Riconoscimenti
- 2023 – Premio Oscar
  - Candidatura per il miglior attore a Paul Mescal
- 2023 – BAFTA[12]
  - Miglior esordio britannico da regista, sceneggiatrice o produttrice a Charlotte Wells
  - Candidatura per il miglior film britannico
  - Candidatura per il miglior attore protagonista a Paul Mescal
  - Candidatura per la miglior casting
- 2023 – Critics' Choice Awards[13]
  - Candidatura per il miglior attore a Paul Mescal
  - Candidatura per la miglior giovane interprete a Francesca Corio
  - Candidatura per la miglior sceneggiatura originale a Charlotte Wells
- 2022 – Gotham Independent Film Awards[14]
  - Miglior regista esordiente a Charlotte Wells
  - Candidatura per il miglior film
  - Candidatura per la miglior interpretazione protagonista a Paul Mescal
  - Candidatura per la miglior interpretazione rivelazione a Francesca Corio
- 2022 – National Board of Review[15]
  - Migliori dieci film
  - Miglior regista esordiente a Charlotte Wells